# Ужичко-ваљевска епархија
Ужичко-ваљевска епархија је бивша православна епархија, која се првобитно налазила у саставу обновљене Српске патријаршије (до 1766. године), а потом је потпала под управу Цариградске патријаршије (1766-1831).

## Историја
У старијем периоду, од 13. до 15. века, целокупно подручје око горњег слива Западне Мораве припадало је светосавској Моравичкој епархији са седиштем у саборном храму Светог Ахилија у данашњем Ариљу. Та првобитна епархија пострадала је у време турског освајања српских змаља средином 15. века. Након обнове Српске патријаршије (1557), на тим просторима је заживела нова епархија, која је обухватала стару Ужичку нахију и околне области, тако да су се архијереји ове епархије из 17. века називали не само моравичким или ариљским, већ и ужичким.
Током прве половине 18. века, на тим просторима је услед геополитичких промена у периоду од 1718. до 1739. године извршено неколико промена у епархијској управи, што је након 1718. године довело до одвајања северног (хабзбуршког) подручја и настанка посебне Ваљевске епископије, док је јужни део око Ужица остао под османском влашћу. Након 1739. године, извршено је епархијско обједињавање, чиме је створена Ужичко-ваљевска епархија, која је остала у саставу Српске патријаршије све до 1766. године, када је потпала под управу Цариградске патријаршије. Такво стање је остало све до 1831. године, када је епархија укључена у састав Београдске митрополије и подељена да две епископије, Ужичку и Шабачку.

## Митрополити
- Пајсије, по националности Грк
- Теодосије Стефановић Поповић
- Митрофан, по националности Грк
- Теодосије Стефановић Поповић, поново
- Митрофан, поново
- Јоаким (1767-1794)
- Данило I (1794-1802)
- Антим Зепос (1802-1814)
  - Мелентије Стефановић, избран али није хиротонисан (1812-1813)
- Данило II (1814-1815) Грк, звани Дели Папаз или Алаук; омрзнут као "глобаџија", пребегао са Турцима у Босну.[6]
- Мелентије Никшић (1815-1816)
- Герасим Доминин (1816-1831)